# Herb Bodzanowa

Wersja herbu do 2022

Herb Bodzanowa – jeden z symboli miasta i gminy Bodzanów w postaci herbu.

## Wygląd i symbolika
Herb przedstawia na tarczy koloru błękitnego żółty monogram Najświętszej Maryi Panny, nawiązujący do kościoła w Bodzanowie.

## Historia
Obecna wersja została ustanowiona 28 września 2022, choć sam herb był używany już wcześniej.